# Echipa națională de fotbal a Albaniei

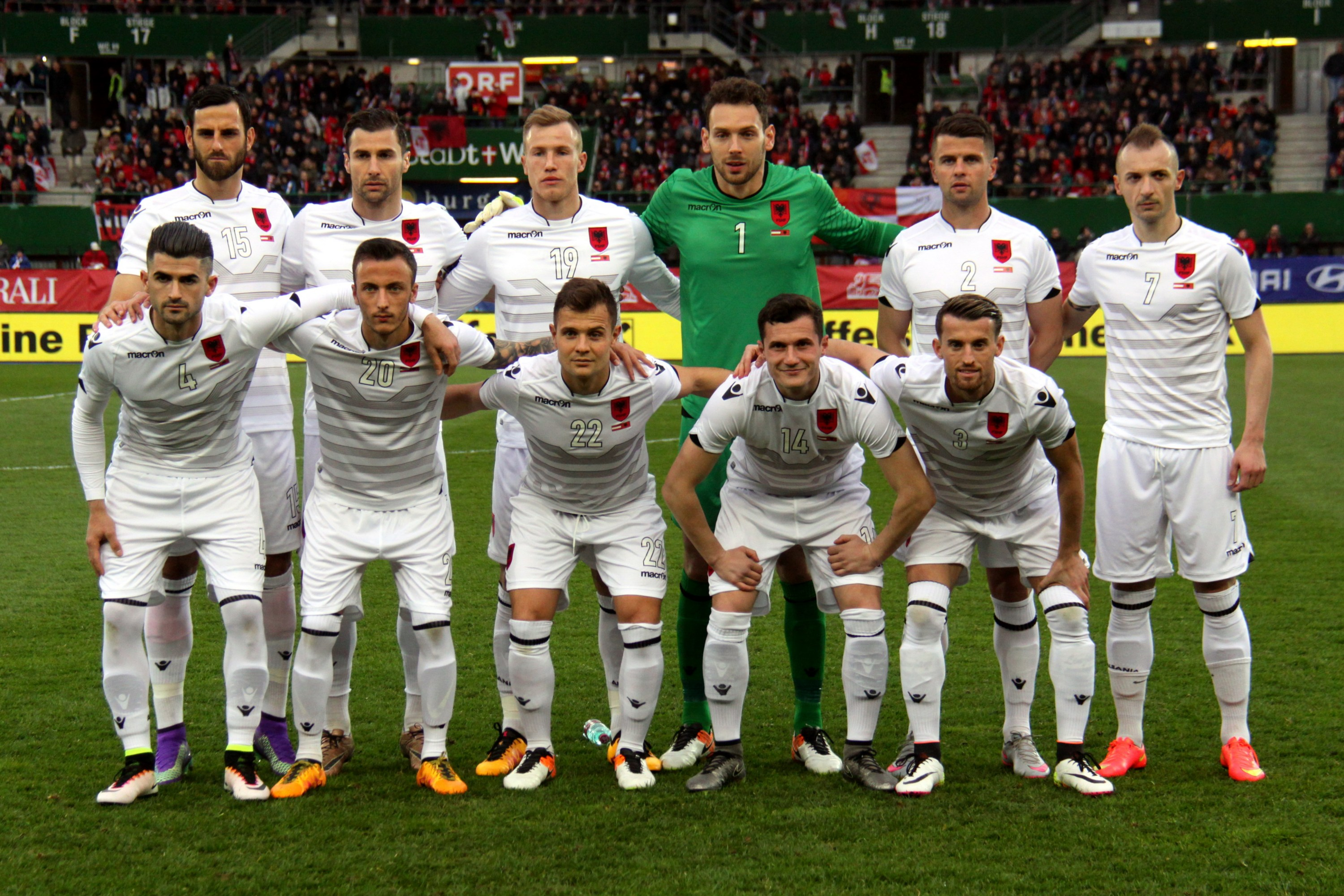
Echipa națională de fotbal a Albaniei (2016)

Echipa națională de fotbal a Albaniei (în albaneză Kombëtarja shqiptare e futbollit) este selecționata națională de fotbal din Albania, care reprezintă țara în competițiile internaționale . Este controlată și organizată de Federația Albaneză de Fotbal (Federata Shqiptare e Futbollit).
A fost fondată la data de 6 iunie 1930 și a jucat primul meci internațional 16 ani mai târziu, în 1946, împotriva Iugoslaviei.

## Campionate Mondiale
- 1930 până în 1962 - nu a participat
- 1966 - nu s-a calificat
- 1970 - nu a participat
- 1974 - nu s-a calificat
- 1978 - nu a participat
- 1982 până în 2010 - nu s-a calificat

## Campionate Europene
- 1960 -  nu a participat
- 1964 - prima rundă
- 1968 până în 1972 - nu s-a calificat
- 1976 și 1980 - nu a participat
- 1984 până în 2008 - nu s-a calificat
- 2016 - S-a calificat
- 2020 - nu s-a calificat
- 2024 - S-a calificat

## Lotul actual
Următorii 26 de jucători au fost incluși în lotul echipei pentru a disputa Campionatul European de Fotbal 2024.
| Nr. | Poz. | Jucător                          | Data nașterii (vârsta)         | Selecții | Goluri | Club             |
| --- | ---- | -------------------------------- | ------------------------------ | -------- | ------ | ---------------- |
| 1   | P    | Etrit Berisha (al 3-lea căpitan) | 10 martie 1989 (36 de ani)     | 81       | 0      | Empoli           |
| 12  | P    | Elhan Kastrati                   | 2 februarie 1997 (28 de ani)   | 2        | 0      | Cittadella       |
| 23  | P    | Thomas Strakosha                 | 19 martie 1995 (30 de ani)     | 28       | 0      | Brentford        |
|     |      |                                  |                                |          |        |                  |
| 2   | F    | Iván Balliu                      | 1 ianuarie 1992 (33 de ani)    | 13       | 0      | Rayo Vallecano   |
| 3   | F    | Mario Mitaj                      | 6 august 2003 (21 de ani)      | 14       | 0      | Lokomotiv Moscow |
| 4   | F    | Elseid Hysaj (vice-căpitan)      | 2 februarie 1994 (31 de ani)   | 84       | 2      | Lazio            |
| 5   | F    | Arlind Ajeti                     | 25 septembrie 1993 (31 de ani) | 26       | 1      | CFR Cluj         |
| 6   | F    | Berat Gjimshiti (căpitan)        | 19 februarie 1993 (32 de ani)  | 58       | 1      | Atalanta         |
| 13  | F    | Enea Mihaj                       | 5 iulie 1998 (26 de ani)       | 19       | 0      | Famalicão        |
| 18  | F    | Ardian Ismajli                   | 30 septembrie 1996 (28 de ani) | 38       | 2      | Empoli           |
| 24  | F    | Marash Kumbulla                  | 8 februarie 2000 (25 de ani)   | 19       | 0      | Sassuolo         |
| 25  | F    | Naser Aliji                      | 27 decembrie 1993 (31 de ani)  | 14       | 0      | Voluntari        |
|     |      |                                  |                                |          |        |                  |
| 8   | M    | Klaus Gjasula                    | 14 decembrie 1989 (35 de ani)  | 28       | 0      | Darmstadt 98     |
| 10  | M    | Nedim Bajrami                    | 28 februarie 1999 (26 de ani)  | 23       | 4      | Sassuolo         |
| 14  | M    | Qazim Laçi                       | 19 ianuarie 1996 (29 de ani)   | 27       | 3      | Sparta Prague    |
| 16  | M    | Medon Berisha                    | 21 octombrie 2003 (21 de ani)  | 1        | 0      | Lecce            |
| 17  | M    | Ernest Muçi                      | 19 martie 2001 (24 de ani)     | 10       | 3      | Beșiktaș         |
| 20  | M    | Ylber Ramadani                   | 12 aprilie 1996 (28 de ani)    | 35       | 1      | Lecce            |
| 21  | M    | Kristjan Asllani                 | 9 martie 2002 (23 de ani)      | 20       | 2      | Inter Milan      |
| 22  | M    | Amir Abrashi (al 4-lea căpitan)  | 27 martie 1990 (35 de ani)     | 50       | 1      | Grasshoppers     |
|     |      |                                  |                                |          |        |                  |
| 7   | A    | Rey Manaj                        | 24 februarie 1997 (28 de ani)  | 34       | 8      | Sivasspor        |
| 9   | A    | Jasir Asani                      | 19 mai 1995 (29 de ani)        | 13       | 4      | Gwangju          |
| 11  | A    | Armando Broja                    | 10 septembrie 2001 (23 de ani) | 21       | 5      | Fulham           |
| 15  | A    | Taulant Seferi                   | 15 noiembrie 1996 (28 de ani)  | 19       | 3      | Baniyas          |
| 19  | A    | Mirlind Daku                     | 1 ianuarie 1998 (27 de ani)    | 5        | 1      | Rubin Kazan      |
| 26  | A    | Arbër Hoxha                      | 6 octombrie 1998 (26 de ani)   | 4        | 0      | Dinamo Zagreb    |

## Istoric antrenori
Lista cronologică a antrenorilor care au condus Albania începând cu 1946.
1. Ljubiša Broćić (22.08.1946 - 13.10.1946)
2. Adem Karapici (25.05.1947 - 25.05.1947)
3. Ljubiša Broćić (15.06.1947 - 20.08.1947)
4. Adem Karapici (14.09.1947 - 27.06.1948)
5. Sllave Llambi (23.10.1949 - 17.11.1949)
6. Ludovik Jakova (29.11.1949 - 08.10.1950)
7. Myslym Alla (29.11.1952 - 07.12.1952)
8. Miklós Vadas (29.11.1953 - 29.11.1953)
9. Loro Boriçi (15.09.1957 - 29.06.1963)
10. Zyber Konçi (30.10.1963 - 07.05.1965)
11. Loro Boriçi  (24.11.1965 - 21.06.1972)
12. Myslym Alla (29.10.1972 - 06.05.1973)
13. Ilia Shuke (10.10.1973 - 08.11.1973)
14. Loro Boriçi (03.11.1976 - 03.11.1976)
15. Zyber Konçi (03.09.1980 - 06.12.1980)
16. Loro Boriçi (01.04.1981 - 18.11.1981)
17. Shyqyri Rreli (22.09.1982 - 30.05.1985)
18. Agron Sulaj (30.10.1985 - 18.11.1987)
19. Shyqyri Rreli (06.08.1988 - 15.11.1989)
20. Bejkush Birçe (30.05.1990 - 30.05.1990)
21. Agron Sulaj (05.09.1990 - 19.12.1990)
22. Bejkush Birçe (30.03.1991 -14.05.1994)
23. Neptun Bajko (07.09.1994 - 14.12.1996)
24. Astrit Hafizi (29.03.1997 - 09.10.1999)
25. Medin Zhega (06.02.2000 - 06.06.2001)
26. Sulejman Demollari (01.09.2001 - 17.04.2002)
27. Giuseppe Dossena (12.10.2002 - 16.10.2002)
28. Hans-Peter Briegel (12.02.2003 - 22.03.2006)
29. Otto Barić (16.08.2006 - 17.10.2007)
30. →   Slavko Kovačić - (interimar) (17.11.2007 - 21.11.2007)
31. Arie Haan (27.05.2008 - 01.04.2009)
32. Josip Kuže (06.06.2009 - 11.10.2011)
33. →  Džemal Mustedanagić - (interimar) (11.11.2011 - 15.11.2011)
34. Gianni De Biasi (29.02.2012–14.06.2017)
35. Christian Panucci (19.07.2017-23.03.2019)
36. →  Ervin Bulku - (interimar) (23.03.2019–17.04.2019)
37. Edoardo Reja (17.04.2019-30.11.2022)
38. Sylvinho (1.01.2023-)

## Recorduri individuale all-time
Mai jos sunt două liste de top 10 jucători cu cele mai multe selecții și goluri pentru Albania.
La 8 octombrie 2015..
     Activi în prezent

### Cele mai multe apariții

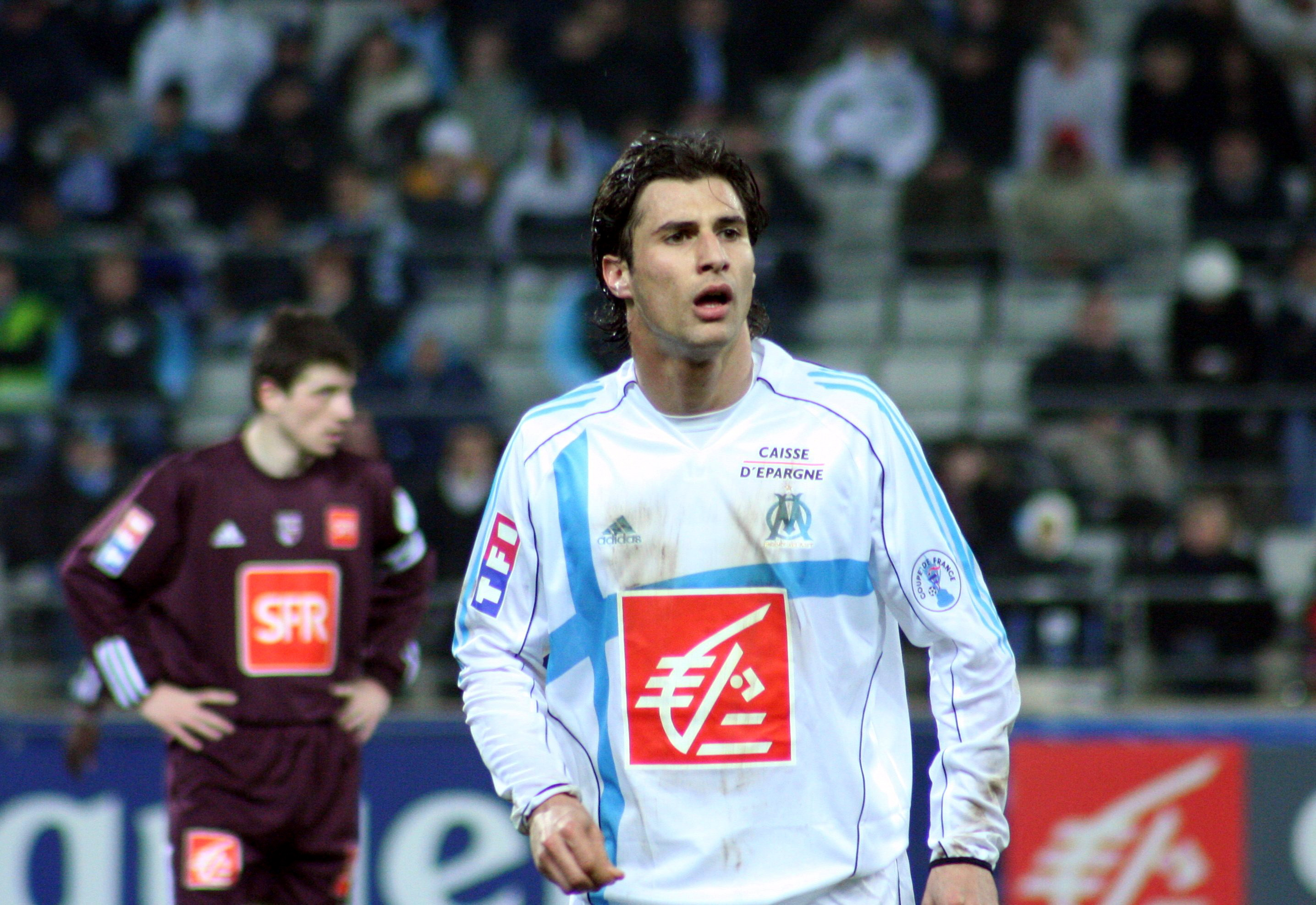
Lorik Cana este cel mai selecționat jucător din istoria Albaniei cu 93 de selecții.

| #  | Nume           | Perioada  | Meciuri | Goluri |
| -- | -------------- | --------- | ------- | ------ |
| 1  | Lorik Cana     | 2002–2016 | 93      | 1      |
| 2  | Altin Lala     | 1998–2011 | 80      | 3      |
| 3  | Klodian Duro   | 2001–2011 | 78      | 6      |
| 4  | Ervin Skela    | 2000–2011 | 76      | 13     |
| 5  | Foto Strakosha | 1990–2004 | 74      | 0      |
| 5  | Erjon Bogdani  | 1996–2013 | 74      | 18     |
| 7  | Igli Tare      | 1997–2007 | 69      | 10     |
| 8  | Alban Bushi    | 1995–2007 | 68      | 14     |
| 8  | Altin Haxhi    | 1995–2009 | 68      | 3      |
| 10 | Altin Rraklli  | 1992–2005 | 64      | 11     |
| 10 | Armend Dallku  | 2005–2013 | 64      | 1      |

### Topul marcatorilor

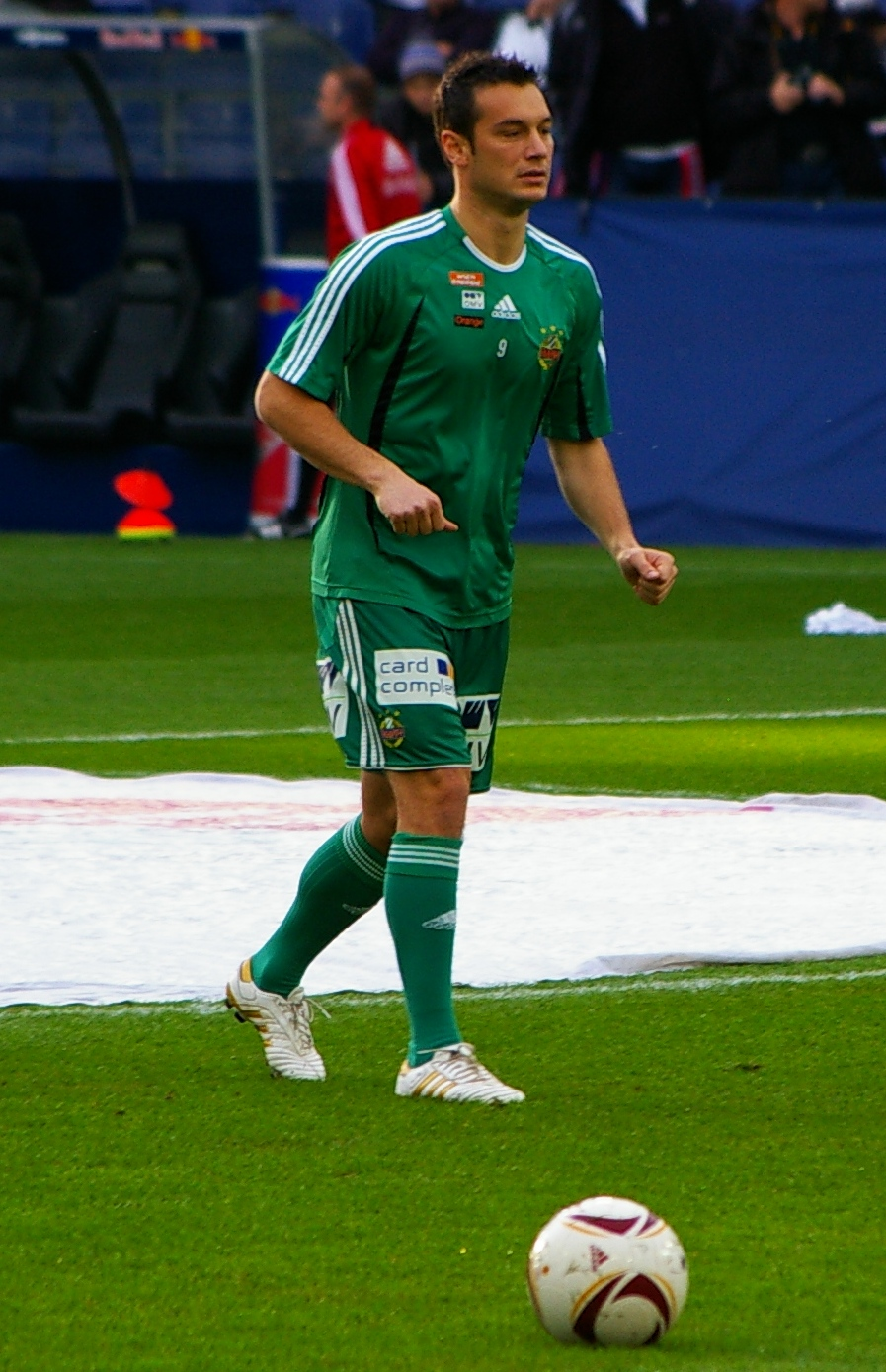
Hamdi Salihi este al patrulea în topul marcatorilor pentru Albania cu 11 goluri la activ

| Loc | Poziție         | Nume           | Carieră   | Goluri | Selecții |
| --- | --------------- | -------------- | --------- | ------ | -------- |
| 1   | FW              | Erjon Bogdani  | 1996–2013 | 18     | 74       |
| 2   | FW              | Alban Bushi    | 1995–2007 | 14     | 67       |
| 3   | MF              | Ervin Skela    | 2000–2011 | 13     | 75       |
| 4   | FW              | Altin Rraklli  | 1992–2005 | 11     | 63       |
| 4   | FW              | Hamdi Salihi   | 2006–2015 | 11     | 50       |
| 6   | FW              | Sokol Kushta   | 1987–1996 | 10     | 31       |
| 6   | FW              | Igli Tare      | 1997–2007 | 10     | 68       |
| 8   | FW              | Armando Sadiku | 2012–     | 9      | 31       |
| 9   | DF              | Adrian Aliaj   | 2002–2006 | 8      | 29       |
| 10  |                 |                |           |        |          |
| FW  | Loro Boriçi     | 1946–1958      | 6         | 24     |          |
| FW  | Qamil Teliti    | 1946–1952      | 6         | 13     |          |
| MF  | Bledar Kola     | 1994–2002      | 6         | 39     |          |
| MF  | Klodian Duro    | 2000–2011      | 6         | 77     |          |
| FW  | Edmond Kapllani | 2004–2014      | 6         | 41     |          |